# Distretto di Longleng
Il distretto di Longleng è un distretto del Nagaland, in India, di 158.300 abitanti. Il capoluogo è Longleng.